# Brasilena
La Brasilena è una bevanda analcolica frizzante di tipo bibita a base di caffè.
Classificata come acqua gasata al caffè chiamata comunemente "il drink dei calabresi", viene prodotta e commercializzata dal 1982 (dapprima esclusivamente nella regione Calabria e poi anche in Puglia, Campania e Sicilia) dalla società Acqua Calabria negli stabilimenti di Monte Covello nei pressi di Girifalco in provincia di Catanzaro; l‘azienda è gestita attualmente da Cesare Cristofaro, figlio del fondatore Salvatore Cristofaro.

## Varianti
Oltre alla principale bevanda al caffè, viene prodotta anche una gassosa al gusto di limone chiamata "Mineralfriz".

## Distribuzione
La Brasilena è diffusa in Calabria, Puglia, Campania e Sicilia, ma viene esportata anche in Canada, Stati Uniti, Australia, Albania, Germania e Cina.

## Confezioni

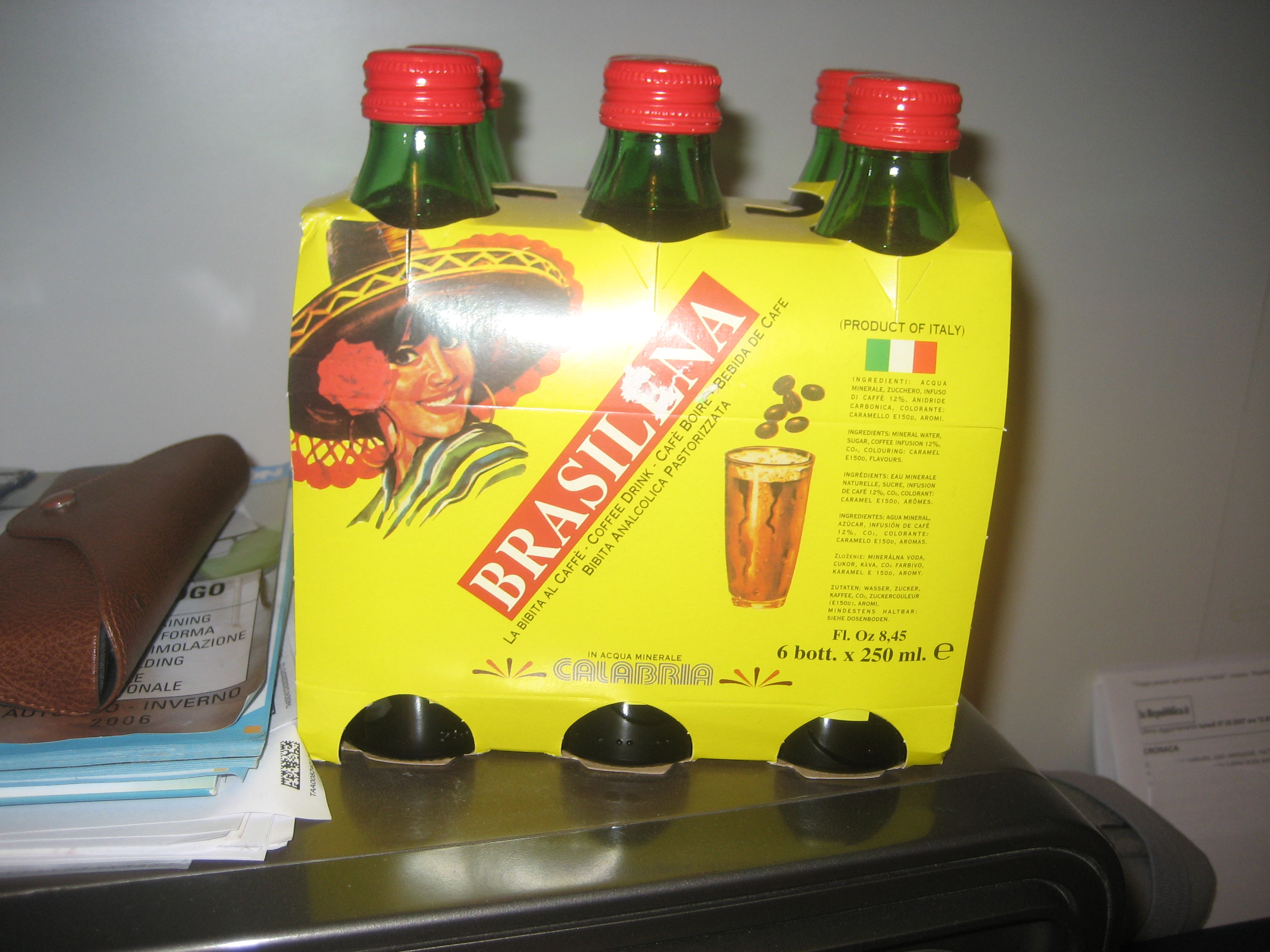
Confezione di 6 bottiglie da 25 cL di brasilena

Viene commercializzata diversi formati: in bottiglietta di vetro da 18 cL (venduta in confezione da sei), in bottiglia di vetro da 92 cL, in lattina da 25 cL slim (con diametro minore ma più slanciata) e in bottiglia PET da 25 cl.